# Alfonso Manrique de Lara
Alfonso Manrique de Lara (Segura de León, 1471 - ?, 28 de setembre de 1538), també anomenat Alonso, va ser un religiós castellà, cardenal i membre de la Inquisició. Va ser bisbe de Badajoz, Còrdova i arquebisbe de Sevilla, també va ser nomenat inquisidor general.

## Biografia
Fill de Rodrigo Manrique, mestre de l'Orde de Santiago i primer comte de Paredes de Nava, i d'Elvira de Castañeda, la tercera dona del comte.
Primer va ser canonge a Toledo, mestrescola de Salamanca. El 6 de setembre de 1499 era nomenat bisbe de Badajoz, on va estar fins a 1516, traslladat per exercir de bisbe de Còrdova. El 1523 va ser nomenat arquebisbe de Sevilla, va prendre possessió d'aquest càrrec per poders en nom seu el canonge Pedro Pinelo, el 13 de maig de 1524. Les seves butlles per confirmar-se inquisidor general van ser expedides a Roma, el 10 de setembre de 1523, després de produir-se un retard en el traspàs de poders per part d'Adrià d'Utrecht, que havia estat escollit papa recentment, que provocar un interregne de dos anys.
Quan Manrique va iniciar l'exercici del seu càrrec el tribunal de la Santa Inquisició encara s'estava instal·lant a diversos punt de la geografia peninsular, el mateix any començava a actuar la Inquisició a Granada, tribunal regional que s'havia creat l'any anterior. Tanmateix, la desaparició progressiva de població judaïtzant, va ser suplida per sodomites, l'aparició d'una nova secta en el si dels moriscos, i a més també comença a gestar-se el luteranisme, condemnada com a heretgia per Lleó X i que Adrià VI combatrà; en un primer moment s'esperava que la Inquisició no es consolidés, però l'aparició d'aquests considerats perills per l'Església, van fer que Manrique a adoptar un gran rigor i a estendre el tribunal per tota la geografia peninsular i va estendre la seva jurisdicció sobre aquests grups.
El 19 de febrer de 1529, el papa Climent VII va decidir crear cardenal a Manrique, però no el va rebre fins a 1531, quan rep el títol de la seu de San Callisto, el 1532 passaria a ser-ho dels Santi XII Apostoli.
Manrique va morir el 28 de setembre de 1538, deixant tribunals inquisitorials a Canàries, Jaén, Granada i dos a Amèrica, al continent i a les Antilles. En total es calcula que durant el seu mandat hi va haver 14.625 castigats.